# Cantón de Courville-sur-Eure
El cantón de Courville-sur-Eure era una división administrativa francesa, que estaba situada en el departamento de Eure y Loir y la región de Centro-Valle de Loira.

## Composición
El cantón estaba formado por dieciocho comunas:
- Billancelles
- Chuisnes
- Courville-sur-Eure
- Dangers
- Fontaine-la-Guyon
- Fruncé
- Landelles
- Le Favril
- Mittainvilliers
- Orrouer
- Pontgouin
- Saint-Arnoult-des-Bois
- Saint-Denis-des-Puits
- Saint-Georges-sur-Eure
- Saint-Germain-le-Gaillard
- Saint-Luperce
- Vérigny
- Villebon

## Supresión del cantón de Courville-sur-Eure
En aplicación del Decreto n.º 2014-231 de 24 de febrero de 2014, el cantón de Courville-sur-Eure fue suprimido el 22 de marzo de 2015 y sus 18 comunas pasaron a formar parte del nuevo cantón de Illiers-Combray.